# Grande Prêmio de Abu Dhabi de 2021
O Grande Prêmio de Abu Dhabi de 2021 (formalmente denominado Formula 1 Etihad Airways Abu Dhabi Grand Prix 2021) foi a vigésima segunda e última etapa da temporada de 2021 da Fórmula 1, tendo sido disputado em 12 dezembro de 2021 no Circuito de Yas Marina, em Yas, Emirados Árabes Unidos. Foi vencido por Max Verstappen que venceu também o campeonato de pilotos e a equipe Mercedes que conquistou o oitavo título consecutivo nos construtores.

## Relatório

### Antecedentes
A organização do GP de Abu Dhabi revelou no dia 24 de junho de 2021, os detalhes das mudanças no layout do circuito de Yas Marina já a partir desta temporada. Dentre os principais pontos estão a remoção de duas chicanes. Tal mudança vai proporcionar o alargamento do grampo na curva 7, enquanto a retirada da chicane entre as curvas 11, 12, 13 e 14 para ser substituído por uma curva mais longa e com inclinação. Da mesma forma, o trecho entre as curvas 17, 18, 19 e 20 vai ser modificado para criar um trecho mais rápido no traçado.

### Protesto da Mercedes pós-corrida e controversa no procedimento do safety car
A equipe Mercedes protestou o resultado da corrida alegando que Verstappen tinha ultrapassado Hamilton durante o safety car e que o diretor de prova Michael Masi violou o procedimento do safety car em permitir que os retardatários que estavam na frente de Verstappen descontassem a volta antes da relargada na volta 57 e que de acordo com os regulamentos a relargada deveria ter ocorrido na volta seguinte. Enquanto a primeira questão foi descartada porque Verstappen estando momentaneamente à frente de Hamilton durante o procedimento de relargada do safety car não constituiu uma ultrapassagem, a segunda questão foi mais controversa, com a Mercedes mantendo assessoria jurídica para protestar. A Mercedes argumentou que se a mensagem de carros retardatários para ultrapassar é emitida sob o Artigo 48.12, então todos os carros são requeridos a descontarem a volta e que o safety car foi requerido para esperar até o fim da volta seguinte para retornar ao pit lane; se este processo foi cumprido, a Mercedes submeteu que Hamilton ganharia a corrida e também o campeonato e solicitou que a classificação fosse alterada como tal. A Red Bull argumentou que a) o regulamento diz que "alguns carros" e não "todos os carros" foram solicitados a ultrapassarem sob os Artigos 48.12; b) 48.13 que rege a retirada do safety car substitui o Artigo 48.12; c) Artigo 15.3 dá ao diretor de corrida autoridade absoluta sobre o uso do carro de segurança; e d) o resultado da corrida não seria alterado se todos os oito carros retardatários permitissem descontarem. Masi argumentou que o princípio por trás do Artigo 48.12 foi remover os carros que "interferem" com os pilotos na volta do líder e que todas as equipes concordaram no princípio que todas as corridas acabariam sob as condições de corrida.

## Pneus
| Nome do composto | Cor | Banda de rolamento | Condições de Tempo | Dry Type                           | Aderência       | Longevidade   |
| ---------------- | --- | ------------------ | ------------------ | ---------------------------------- | --------------- | ------------- |
| Macio (C4)       |     | Slick (P Zero)     | Seco               | Soft                               | Mais aderência  | Menos durável |
| Médio (C3)       |     | Slick (P Zero)     | Seco               | Medium                             | Médio           | Médio         |
| Duro (C2)        |     | Slick (P Zero)     | Seco               | Hard                               | Menos aderência | Mais durável  |
| Intermediário    |     | Sulcos (Cinturato) | Molhado            | Intermediate (água não estagnante) | —               | —             |
| Chuva            |     | Sulcos (Cinturato) | Molhado            | Wet (água estagnante)              | —               | —             |

| Escolhas de Pneus de cada piloto para o GP de Abu Dhabi: | Escolhas de Pneus de cada piloto para o GP de Abu Dhabi: | Escolhas de Pneus de cada piloto para o GP de Abu Dhabi: | Escolhas de Pneus de cada piloto para o GP de Abu Dhabi: | Escolhas de Pneus de cada piloto para o GP de Abu Dhabi: | Escolhas de Pneus de cada piloto para o GP de Abu Dhabi: |
| -------------------------------------------------------- | -------------------------------------------------------- | -------------------------------------------------------- | -------------------------------------------------------- | -------------------------------------------------------- | -------------------------------------------------------- |
| Nº                                                       | Pilotos                                                  | Equipe(s)                                                | Duro                                                     | Médio                                                    | Macio                                                    |
| 44                                                       | Lewis Hamilton                                           | Mercedes                                                 |                                                          |                                                          |                                                          |
| 77                                                       | Valtteri Bottas                                          | Mercedes                                                 |                                                          |                                                          |                                                          |
| 11                                                       | Sergio Pérez                                             | Red Bull Racing-Honda                                    |                                                          |                                                          |                                                          |
| 33                                                       | Max Verstappen                                           | Red Bull Racing-Honda                                    |                                                          |                                                          |                                                          |
| 3                                                        | Daniel Ricciardo                                         | McLaren-Mercedes                                         |                                                          |                                                          |                                                          |
| 4                                                        | Lando Norris                                             | McLaren-Mercedes                                         |                                                          |                                                          |                                                          |
| 5                                                        | Sebastian Vettel                                         | Aston Martin-Mercedes                                    |                                                          |                                                          |                                                          |
| 18                                                       | Lance Stroll                                             | Aston Martin-Mercedes                                    |                                                          |                                                          |                                                          |
| 14                                                       | Fernando Alonso                                          | Alpine-Renault                                           |                                                          |                                                          |                                                          |
| 31                                                       | Esteban Ocon                                             | Alpine-Renault                                           |                                                          |                                                          |                                                          |
| 16                                                       | Charles Leclerc                                          | Ferrari                                                  |                                                          |                                                          |                                                          |
| 55                                                       | Carlos Sainz Jr.                                         | Ferrari                                                  |                                                          |                                                          |                                                          |
| 10                                                       | Pierre Gasly                                             | AlphaTauri-Honda                                         |                                                          |                                                          |                                                          |
| 22                                                       | Yuki Tsunoda                                             | AlphaTauri-Honda                                         |                                                          |                                                          |                                                          |
| 7                                                        | Kimi Raikkonen                                           | Alfa Romeo-Ferrari                                       |                                                          |                                                          |                                                          |
| 99                                                       | Antonio Giovinazzi                                       | Alfa Romeo-Ferrari                                       |                                                          |                                                          |                                                          |
| 9                                                        | Nikita Mazepin                                           | Haas-Ferrari                                             |                                                          |                                                          |                                                          |
| 47                                                       | Mick Schumacher                                          | Haas-Ferrari                                             |                                                          |                                                          |                                                          |
| 6                                                        | Nicholas Latifi                                          | Williams-Mercedes                                        |                                                          |                                                          |                                                          |
| 63                                                       | George Russell                                           | Williams-Mercedes                                        |                                                          |                                                          |                                                          |

## Resultados

### Treino classificatório
| 1                        | 33 | Max Verstappen     | Red Bull Racing-Honda | 1:23.322 | 1:22.800 | 1:22.109 | 1  |
| 2                        | 44 | Lewis Hamilton     | Mercedes              | 1:22.845 | 1:23.145 | 1:22.480 | 2  |
| 3                        | 4  | Lando Norris       | McLaren-Mercedes      | 1:23.553 | 1:23.256 | 1:22.931 | 3  |
| 4                        | 11 | Sergio Pérez       | Red Bull Racing-Honda | 1:23.350 | 1:23.135 | 1:22.947 | 4  |
| 5                        | 55 | Carlos Sainz Jr.   | Ferrari               | 1:23.624 | 1:23.174 | 1:22.992 | 5  |
| 6                        | 77 | Valtteri Bottas    | Mercedes              | 1:23.117 | 1:23.246 | 1:23.036 | 6  |
| 7                        | 16 | Charles Leclerc    | Ferrari               | 1:23.467 | 1:23.202 | 1:23.122 | 7  |
| 8                        | 22 | Yuki Tsunoda       | AlphaTauri-Honda      | 1:23.428 | 1:23.404 | 1:23.220 | 8  |
| 9                        | 31 | Esteban Ocon       | Alpine-Renault        | 1:23.764 | 1:23.420 | 1:23.389 | 9  |
| 10                       | 3  | Daniel Ricciardo   | McLaren-Mercedes      | 1:23.829 | 1:23.448 | 1:23.409 | 10 |
| 11                       | 14 | Fernando Alonso    | Alpine-Renault        | 1:23.846 | 1:23.460 | —        | 11 |
| 12                       | 10 | Pierre Gasly       | AlphaTauri-Honda      | 1:23.489 | 1:24.043 | —        | 12 |
| 13                       | 18 | Lance Stroll       | Aston Martin-Mercedes | 1:24.061 | 1:24.066 | —        | 13 |
| 14                       | 99 | Antonio Giovinazzi | Alfa Romeo-Ferrari    | 1:24.118 | 1:24.251 | —        | 14 |
| 15                       | 5  | Sebastian Vettel   | Aston Martin-Mercedes | 1:24.225 | 1:24.305 | —        | 15 |
| 16                       | 6  | Nicholas Latifi    | Williams-Mercedes     | 1:24.338 | —        | —        | 16 |
| 17                       | 63 | George Russell     | Williams-Mercedes     | 1:24.423 | —        | —        | 17 |
| 18                       | 7  | Kimi Räikkönen     | Alfa Romeo-Ferrari    | 1:24.779 | —        | —        | 18 |
| 19                       | 47 | Mick Schumacher    | Haas-Ferrari          | 1:24.906 | —        | —        | 19 |
| 20                       | 9  | Nikita Mazepin     | Haas-Ferrari          | 1:25.685 | —        | —        | 20 |
| Tempo dos 107%: 1:28.644 |    |                    |                       |          |          |          |    |
| Fonte:                   |    |                    |                       |          |          |          |    |

Notas

### Corrida
| Pos.                                                                               | Nu. | Piloto             | Construtor            | Voltas | Tempo/Retirado | Pit Stop | Pneus | Grid | Pontos |
| ---------------------------------------------------------------------------------- | --- | ------------------ | --------------------- | ------ | -------------- | -------- | ----- | ---- | ------ |
| 1                                                                                  | 33  | Max Verstappen     | Red Bull Racing-Honda | 58     | 1:30:17.345    | 3        |       | 1    | 25+1   |
| 2                                                                                  | 44  | Lewis Hamilton     | Mercedes              | 58     | +2.256         | 1        |       | 2    | 18     |
| 3                                                                                  | 55  | Carlos Sainz Jr.   | Ferrari               | 58     | +5.173         | 1        |       | 5    | 15     |
| 4                                                                                  | 22  | Yuki Tsunoda       | AlphaTauri-Honda      | 58     | +5.692         | 2        |       | 8    | 12     |
| 5                                                                                  | 10  | Pierre Gasly       | AlphaTauri-Honda      | 58     | +6.531         | 2        |       | 12   | 10     |
| 6                                                                                  | 77  | Valtteri Bottas    | Mercedes              | 58     | +7.463         | 1        |       | 6    | 8      |
| 7                                                                                  | 4   | Lando Norris       | McLaren-Mercedes      | 58     | +59.200        | 2        |       | 3    | 6      |
| 8                                                                                  | 14  | Fernando Alonso    | Alpine-Renault        | 58     | +1:01.708      | 1        |       | 11   | 4      |
| 9                                                                                  | 31  | Esteban Ocon       | Alpine-Renault        | 58     | +1:04.026      | 1        |       | 9    | 2      |
| 10                                                                                 | 16  | Charles Leclerc    | Ferrari               | 58     | +1:06:057      | 2        |       | 7    | 1      |
| 11                                                                                 | 5   | Sebastian Vettel   | Aston Martin-Mercedes | 58     | +1:07.527      | 1        |       | 15   |        |
| 12                                                                                 | 3   | Daniel Ricciardo   | McLaren-Mercedes      | 57     | +1 volta       | 2        |       | 10   |        |
| 13                                                                                 | 18  | Lance Stroll       | Aston Martin-Mercedes | 57     | +1 volta       | 2        |       | 13   |        |
| 14                                                                                 | 47  | Mick Schumacher    | Haas-Ferrari          | 57     | +1 volta       | 2        |       | 19   |        |
| 15†                                                                                | 11  | Sergio Pérez       | Red Bull Racing-Honda | 55     | Motor          | 3        |       | 5    |        |
| Ret                                                                                | 6   | Nicholas Latifi    | Williams-Mercedes     | 50     | Acidente       | 1        |       | 16   |        |
| Ret                                                                                | 99  | Antonio Giovinazzi | Alfa Romeo-Ferrari    | 33     | Câmbio         | 1        |       | 14   |        |
| Ret                                                                                | 63  | George Russell     | Williams-Mercedes     | 26     | Câmbio         | 1        |       | 17   |        |
| Ret                                                                                | 7   | Kimi Räikkönen     | Alfa Romeo-Ferrari    | 25     | Freios         | 2        |       | 18   |        |
| NL                                                                                 | 9   | Nikita Mazepin     | Haas-Ferrari          | 0      | Não largou     |          |       |      |        |
| Volta mais rápida: Max Verstappen (Red Bull Racing-Honda) – 1:26.103 (na volta 39) |     |                    |                       |        |                |          |       |      |        |
| Fonte:                                                                             |     |                    |                       |        |                |          |       |      |        |

## Curiosidades
- Última corrida de Kimi Raikkonen e Antonio Giovinazzi na Fórmula 1.
- Pela primeira vez desde 1974, o campeonato vai à última prova com os dois primeiros pilotos empatados em pontos.
- Última corrida de George Russell na Williams e Valtteri Bottas na Mercedes.

## Voltas na liderança
| Nº de Voltas | Piloto         | Voltas      |
| ------------ | -------------- | ----------- |
| 51           | Lewis Hamilton | 1–14; 21–57 |
| 6            | Sergio Pérez   | 15–20       |
| 1            | Max Verstappen | 58          |

## 2021DHLFastest Pit Stop Award

### Resultado
| 1      | 33 | Max Verstappen   | Red Bull Racing-Honda | 2.12 | 25 |
| 2      | 16 | Charles Leclerc  | Ferrari               | 2.22 | 18 |
| 3      | 11 | Sergio Pérez     | Red Bull Racing-Honda | 2.31 | 15 |
| 4      | 6  | Nicholas Latifi  | Williams-Mercedes     | 2.38 | 12 |
| 5      | 14 | Fernando Alonso  | Alpine-Renault        | 2.43 | 10 |
| 6      | 4  | Lando Norris     | McLaren-Mercedes      | 2.44 | 8  |
| 7      | 3  | Daniel Ricciardo | McLaren-Mercedes      | 2.44 | 6  |
| 8      | 44 | Lewis Hamilton   | Mercedes              | 2.45 | 4  |
| 9      | 77 | Valtteri Bottas  | Mercedes              | 2.48 | 2  |
| 10     | 5  | Sebastian Vettel | Aston Martin-Mercedes | 2.51 | 1  |
| Fonte: |    |                  |                       |      |    |

### Classificação
| Tabela do DHL Fastest Pit Stop Award \| Pos \| Construtor \| Pontos \| \| --- \| --------------------- \| ------ \| \| 1 \| Red Bull Racing-Honda \| 544 \| \| 2 \| Mercedes \| 316 \| \| 3 \| Ferrari \| 271 \| \| 4 \| Williams-Mercedes \| 215 \| \| 5 \| Aston Martin-Mercedes \| 193 \| \| 6 \| Alfa Romeo-Ferrari \| 183 \| \| 7 \| Alpine-Renault \| 159 \| \| 8 \| McLaren-Mercedes \| 143 \| \| 9 \| AlphaTauri-Honda \| 87 \| \| 10 \| Haas-Ferrari \| 1 \| |                       |        |
| Pos | Construtor            | Pontos |
| 1 | Red Bull Racing-Honda | 544    |
| 2 | Mercedes              | 316    |
| 3 | Ferrari               | 271    |
| 4 | Williams-Mercedes     | 215    |
| 5 | Aston Martin-Mercedes | 193    |
| 6 | Alfa Romeo-Ferrari    | 183    |
| 7 | Alpine-Renault        | 159    |
| 8 | McLaren-Mercedes      | 143    |
| 9 | AlphaTauri-Honda      | 87     |
| 10 | Haas-Ferrari          | 1      |

## Tabela do campeonato após a corrida
Somente as cinco primeiras posições estão incluídas nas tabelas.
| Pos | Piloto           | Pontos | Var |
| --- | ---------------- | ------ | --- |
| 1   | Max Verstappen   | 395.5  | 0   |
| 2   | Lewis Hamilton   | 387.5  | 0   |
| 3   | Valtteri Bottas  | 226    | 0   |
| 4   | Sergio Pérez     | 190    | 0   |
| 5   | Carlos Sainz Jr. | 164.5  | 2   |

| Pos | Construtor            | Pontos |
| --- | --------------------- | ------ |
| 1   | Mercedes              | 613.5  |
| 2   | Red Bull Racing-Honda | 585.5  |
| 3   | Ferrari               | 323.5  |
| 4   | McLaren-Mercedes      | 275    |
| 5   | Alpine-Renault        | 155    |